# Українська добровольча армія
Украї́нська доброво́льча а́рмія (УДА) — добровольче військове формування України, що кінцево сформувалось у грудні 2013 року. Символічною датою заснування Української добровольчої армії наказом Командувача УДА визначена дата 20 квітня 2014 року — перший наступальний бій українських добровольців під командуванням Дмитра Яроша під час Антитерористичної операції під містом Слов'янськ Донецької області.
Основними завданнями УДА є захист України від зовнішньої збройної агресії, підвищення обороноздатності країни, виконання завдань у зоні бойових дій у взаємодії зі Збройними силами України та іншими силовими структурами України, мобілізаційна робота, бойова підготовка, патріотичне виховання.
Протягом 2014—2015 років добровольці, які стали кадровим кістяком УДА, брали активну участь в Антитерористичній операції в складі бойових загонів «Правого сектору», Добровольчого українського корпусу, різних бойових частин Збройних Сил України, Нацгвардії, МВС, СБУ.
З грудня 2015 року 5-й і 8-й Окремі батальйони, Медичний батальйон «Госпітальєри», Навчальний центр, окремі легкопіхотні загони «Вольф», «Волинь», «Чорний туман», підрозділи Служби безпеки, Військово Польової Жандармерії УДА виконували бойові завдання на всьому театрі бойових дій АТО-ООС, а саме: райони Щастя і Станиці Луганської, «Світлодарської дуги», Авдіївки, Пісків, Красногорівки, Мар'їнки, Волновахи, Водяного, Широкиного.

## Командуючий склад
Станом на 1 січня 2023 року в структурі УДА:
- Командувач УДА Дмитро Ярош, друг Яструб
- Перший заступник командувача — командир загону «Південь» УДА у складі 28 ОМБр полковник Сергій Ільницький, друг Сокіл (2023);
- Заступник командувача — командир медичного батальйону «Госпітальєри» Яна Зінкевич;
- Заступник командувача — керівник Навчального центру УДА Роман Танетко, друг Рембо. НЦ готує військових спеціалістів як для частин і підрозділів УДА, так і для Збройних Сил України за різними напрямами, особовий склад НЦ УДА бере участь у бойових діях на різних ділянках фронту;
- Головний штаб УДА — начальник Роман Піскун, друг Пітон;

## Структура
- Штаб
- Служба внутрішньої безпеки
- Навчальний центр
- Інформаційний центр
- Артилерійський центр
- 3-й окремий батальйон «Волинь»
- 253-й окремий штурмовий батальйон «АРЕЙ»
- 8-й окремий батальйон «Аратта»
- Окремий батальйон «Сокіл»
- Окремий загін «Одещина»
- Окремий загін спеціального призначення «Дніпровські Штурмгевери»
- Окремий загін вогневої підтримки «Сліпа лють»
- Окремий медичний батальйон «Госпітальєри»

### Виведені в резерв:
- 1-й окремий батальйон
- 5-й окремий батальйон

## Історія

### Створення
Протягом 2014—2015 років добровольці, які стали кадровим кістяком УДА, брали активну участь у Антитерористичній операції в складі бойових загонів «Правого сектору», Добровольчого українського корпусу, різних бойових частин Збройних Сил України, Нацгвардії, МВС, СБУ.
УДА почала створюватися у грудні 2015 року на базі підрозділів Добровольчого українського корпусу, що брали участь у бойових діях на Донбасі, — 5-го і 8-го батальйонів та медичного батальйону «Госпітальєри». Після оголошення про вихід із ДУК-ПС відповідні батальйони в ДУК були розформовані.
Народний депутат Дмитро Ярош заявив, що він відкликає свій законопроєкт про Добровольчий український корпус і після доопрацювання внесе до Верховної Ради України новий законопроєкт про Українську добровольчу армію. Ярош також зазначив, що на першому етапі формування такої армії достатньо буде мати в кожній області по батальйону, який можна використати у тому числі й для допомоги силовикам усередині країни.
З грудня 2015 року 5-й і 8-й Окремі батальйони, Медичний батальйон «Госпітальєри», Навчальний центр, окремі легкопіхотні загони «Вольф», «Волинь», «Чорний туман», підрозділи Служби безпеки, Військово Польової Жандармерії УДА виконували бойові завдання на всьому театру бойових дій АТО-ООС, а саме: райони Щастя і Станиці Луганської, «Світлодарської дуги», Авдіївки, Пісків, Красногорівки, Мар'їнки, Волновахи, Водяного, Широкиного.

### Бойовий шлях

#### 2016—2022
В лютому 2016 р. 5-й батальйон ДУК (ПС) разом із 74-м розвідувальним батальйоном ЗСУ, провівши бойову операцію, зайняли позиції на Авдіївській промзоні та взяли під контроль частину траси Донецьк-Горлівка в районі Ясинуватської розв'язки. 13 квітня загинув вояк Захаров Андрій Володимирович під Авдіївкою, закривши собою вибух, щоб вберегти побратимів.
В червні 2016 р. 8-й батальйон УДА разом із 54-м розвідувальним батальйоном ЗСУ під час проведення розвідувальної операції в районі населеного пункту Широкине взяли у полон 8 бойовиків, а 2 знешкодили. 26 серпня 2016 року загинув від кулі снайпера під Широкиним вояк Шелудько Володимир Олександрович («Карась») 31 серпня під час виконання бойового завдання поблизу села Широкине загинув доброволець Шемуровський Владислав Віталійович..
За повідомленням zn.ua, у вересні 2016 року підрозділи УДА воювали у районі Ясинуватської розв'язки під Авдіївкою.
23 жовтня 2016 року під час бойових дій у «промзоні» міста Авдіївка загинув вояк Саєнко Дмитро Олександрович. Вранці 26 грудня 2016 року поблизу села Широкине загинув, підірвавшись на вибуховому пристрої з «розтяжкою», вояк Мороз Олександр Миколайович («Лютий»).
21 червня 2017 року в бою поблизу міста Авдіївка загинули вояки Іваник Володимир Васильович і Луців Андрій Зенонович. 30 серпня в бою біля Мар'їнки загинув Левицький Геннадій Миколайович. 10 грудня 2017 року в результаті підриву на протипіхотній міні з «розтяжкою» під час бойового виходу в районі м. Мар'їнка загинули добровольці окремої тактичної групи «Волинь» Зельманович Віктор (псевдо «Зеля») і Зубченко Олександр (псевдо «Запал»).
Уночі з 23 на 24 травня 2018 року на Донеччині загинув боєць Української добровольчої армії Іван Всеволодович Жуков (псевдо «Жук»).
14 червня 2018 року через важке захворювання хребта помер доброволець 8-го окремого батальйону «Аратта» Галаган Володимир (псевдо «Душман»). Народний Герой України. Неодноразово проявив себе в боях поблизу м. Маріуполя.
14 жовтня 2018 року було оголошено, що бойові частини УДА — 5-й і 8-й батальйони — виходять з передової. При цьому в зоні Операції об'єднаних сил (ООС) лишилися виконувати поставлені завдання Медичний батальйон «Госпітальєри», Окремий легкопіхотний загін «Волинь» і групи Служби безпеки УДА. Дмитро Ярош заявив, що одним із головних завдань УДА буде побудова територіальних загонів оборони. Зокрема він зазначив: «В цей день я оголошую про те, що 5 та 8 окремі батальйони Української Добровольчої Армії виходять з передової, але ми не виходим з війни. Поки триває війна, ми будемо брати участь у ній. Сьогодні найголовніше завдання для УДА — це побудова територіальних загонів оборони, які мали б чіткий функціонал». Водночас у зоні Операції об'єднаних сил (ООС) залишилися виконувати поставлені завдання Медичний батальйон «Госпітальєри», Окремий легкопіхотний загін «Волинь» і групи Служби безпеки УДА. Дмитро Ярош заявив, що одним із головних завдань УДА буде побудова територіальних загонів оборони.
15 квітня 2019 року від поранень помер Микола Волков («Смурфік»).

#### З 2022
26 лютого 2022 року після початку повномасштабного вторгнення російських окупантів в Україну Командувач УДА Дмитро Ярош повідомив про розгортання 1-го, 3-го, 5-го, 8-го батальйонів, зведеного загону УДА «Південь» і окремих бойових груп, медбату «Госпітальєри» УДА.
27 липня 2023 року завдяки успішним діям Сил оборони України, зокрема 35-ої окремої бригади морської піхоти імені контрадмірала Михайла Остроградського та 7-го окремого батальйону "Арей" УДА 129-оБр сил ТРО ЗСУ, було звільнено населений пункт Старомайорське. 23 серпня 2023 року в бою на Донбасі загинув заступник командувача УДА, командир загону «Південь» полковник Сергій Ільницький.

## Політична діяльність
Рух Державницька Ініціатива Яроша ініціював визнання добровольців на місцевому рівні. Добровольців визнано у 17 областях України (Одеській, Чернігівській, Житомирській, Рівненській, Херсонській, Миколаївській, Черкаській, Харківській, Сумській, Дніпропетровській, Кіровоградській, Волинській, Хмельницькій, Чернівецькій, Івано-Франківській, Львівській, Хмельницькій та у м. Маріуполь Донецької області й у м. Києві).

## Вояки УДА, відзначені державними орденами

### 2015р.
Орденом «За заслуги» ІІІ ступеня нагороджена Зінкевич Яна Вадимівна

### 2016р.
Орденом «Богдана Хмельницького» III ступеня нагороджені:
- Гергерт Андрій Валерійович, «Червень»
- Кича Віктор Павлович, «Браконьєр»
- Литвин Владислав Миколайович, «Чорний»
- Ярош Дмитро Анатолійович, «Яструб»

Орденом «За мужність» III ступеня нагороджені:
- Скребець Юрій Юрійович, «Юзік» (Указ Президента України No257/2016)
- Васянович Володимир Олександрович, «Шуруп» (Указ Президента України No517/2016)
- Нагірний Андрій Мирославович, «Фазан» (Указ Президента України No517/2016)
- Торбін Сергій Володимирович, «Опер» (Указ Президента України No517/2016)

### 2017р.
Орденом «За мужність» III ступеня нагороджений Шараськін Андрій Андрійович, «Богема» (Указ Президента України No7/2018)

### 2018р.
Відзнакою Президента України «Іменна вогнепальна зброя» нагороджені (Указ Президента України No331 від 13.10.2018):
- Ільницький Сергій Володимирович, «Сокіл»
- Тимків Роман Дмитрович «Швагро» (Указ Президента, України No331 від 13.10.2018 р.)
- Ярош Дмитро Анатолійович, «Яструб» (Указ Президента України No331 від 13.10.2018 р.)

Орденом «Богдана Хмельницького» II ступеня нагороджені (Указ Президента України No331 від 13.10.2018):
- Гергерт Андрій Валерійович, «Червень»
- Литвин Владислав Миколайович, «Чорний»

Орден «Богдана Хмельницького» III ступеня нагороджені(Указ Президента України No331 від 13.10.2018):
- Зінкевич Яна Вадимівна
- Андрушечко Володимир Ростиславович, «Тихий»
- Ковальчук Сергій Миколайович, «Дізель»
- Копичин Андрій Степанович, «Марадона» (Указ Президента України No331 від 13.10.2018 р.)
- Юрків Віктор Іванович, «Бандера»(Указ Президента України No331 від 13.10.2018 р.)

Орденом «За заслуги» ІІ ступеня нагороджений Зінкевич Яна Вадимівна (Указ Президента України No331 від 13.10.2018)
Орденом «За мужність» II ступеня нагороджені (Указ Президента України No331 від 13.10.2018):
- Кравцов Олександр Олександрович, «Ведмідь»
- Лобчук Зеновій Іванович, «Зеник»
- Скребець Юрій Юрійович, «Юзік»

Орденом «За мужність» III ступеня нагороджені: (Указ Президента України No331 від 13.10.2018):
- Адаменко Роман Володимирович
- Білозерська-Воронова Олена Леонідівна
- Говдяк Олег Ігорович
- Григоряк Микола Михайлович
- Дорошенко Олександр Анатолійович
- Житнік Ігор Олександрович, «Сержант»
- Лаврега Андрій Олександрович
- Любінецький Василь Юрійович
- Олійник Микола Володимирович
- Сарбаш Валерій Володимирович
- Танетко Роман Віталійович, «Рембо»

Орден «Данила Галицького» нагороджений Краснян Валерій Іванович (Указ Президента України No404 від 01.12.2018)

### 2020р.
Орденом «За мужність» III ступеня нагороджені: (Указ Президента України No81 від 13.03.2020):
- Малісевич Роман Ігорович
- Мельник Андрій Любомирович
- Волков Микола Миколайович, «Смурфік»

Медаллю «За врятоване життя» нагороджені (Указ Президента України No81 від 13.03.2020):
- Герасим'юк Олена Сергіївна, «Гера»
- Ніколайчук Віктор Вікторович

### 2021р.
Орденом «Княгині Ольги» ІІІ ступеня нагороджені: (Указ Президента України No527 від 12.10.2021)
- Дем'яник Людмила Василівна, «Стріла»
- Олефіренко Валентина Леонідівна, «Мем»

### 2022р.
Орденом «За заслуги» III ступеня нагороджений Ільницький Сергій Володимирович, «Сокіл» (Указ Президента України No26 від 22.01.2022).

### 2024 р.
Орденом «Богдана Хмельницького» II ступеня нагороджені:
- Ярош Дмитро Анатолійович, «Яструб»
- Ковальчук Сергій Миколайович, «Дізель»

Орденом «Богдана Хмельницького» III ступеня нагороджені:
- Танетко Роман Віталійович, «Рембо»
- Мельник Андрій Любомирович, «Мюллер»
- Піскун Роман Анатолійович, «Пітон»

Орденом «Данила Галицького» нагороджені:
- Литвин Владислав Миколайович, «Чорний»
- Тимофіїв Андрій Петрович, «Петрович»

Відзнакою Президента України «Іменна вогнепальна зброя» нагороджений командувач Української добровольчої армії Ярош Дмитро Анатолійович.